# 迪弗當日
迪弗當日（法語：Differdange）是卢森堡西南部阿尔泽特河畔埃施县的一个具有城市地位的市镇，面積22平方公里，海拔高度277至427米。